# گل‌کوب سیبویی
گل‌کوب سیبویی (نام علمی: Dicaeum quadricolor) نام یک گونه از سرده گل‌کوب‌های اصلی است.